# Sint-Lievens-Houtem
Sint-Lievens-Houtem és un municipi belga de la província de Flandes Oriental a la regió de Flandes.

## Seccions
| #   | Nom                 | Superfície (km²) | Població (01/01/2006) |
| --- | ------------------- | ---------------- | --------------------- |
| I   | Sint-Lievens-Houtem | 9,39             | 4.540                 |
| II  | Bavegem             | 3,79             | 1.305                 |
| III | Letterhoutem        | 4,59             | 1.076                 |
| IV  | Vlierzele           | 6,11             | 1.898                 |
| V   | Zonnegem            | 2,78             | 604                   |

Font:Municipi de Sint-Lievens-Houtem

## Política
| Resultats de les eleccions municipals | Resultats de les eleccions municipals | Resultats de les eleccions municipals | Resultats de les eleccions municipals | Resultats de les eleccions municipals |
| ------------------------------------- | ------------------------------------- | ------------------------------------- | ------------------------------------- | ------------------------------------- |
| Partit (Llista 2000)                  | % 2000                                | % 2006                                | 2000                                  | 2006                                  |
| sp.a (SP)                             | 7,76                                  | 8,83                                  | 1                                     | 1                                     |
| VLD                                   | 22,98                                 | 22,25                                 | 5                                     | 5                                     |
| Groen!                                | -                                     | 2,55                                  | -                                     | 0                                     |
| Vlaams Belang (Vl.Blok)               | 4,08                                  | 8,85                                  | 0                                     | 1                                     |
| CD&V (CVP)                            | 20,41                                 | 19,69                                 | 5                                     | 4                                     |
| Nieuw Houtem (NIEUWH)                 | 38,59                                 | 37,83                                 | 10                                    | 10                                    |
| G.B.                                  | 4,82                                  | -                                     | 0                                     | -                                     |
| VDBM                                  | 1,37                                  | -                                     | 0                                     | -                                     |
| Blancs i nuls                         | 3,13                                  | 3,33                                  | -                                     | -                                     |

## Llista de burgmestres
|    | període     | nom                        | partit  |
| -- | ----------- | -------------------------- | ------- |
| 1  | 1586        | Jan van Bocxstale          |         |
| 2  | 1586 - 1605 | Jan de Rouck               |         |
| 3  | 1605 - 1621 | Jacob de Mets              |         |
| 4  | 1621 - 1645 | Joos de Taeye              |         |
| 5  | 1645 - 1648 | Jan Huyghe                 |         |
| 6  | 1648 - 1650 | Adriaan Peerens            |         |
| 7  | 1650 - 1659 | Jan de Rouck               |         |
| 8  | 1659 - 1673 | Joos Huyghe                |         |
| 9  | 1673 - 1676 | Adriaan de Bosscher        |         |
| 10 | 1676 - 1679 | Geeraard de Mey            |         |
| 11 | 1679 - 1689 | Lieven van Aelbrouck       |         |
| 12 | 1689 - 1695 | Jan Huyghe                 |         |
| 13 | 1695 - 1710 | Jan Caeckebeke             |         |
| 14 | 1710 - 1714 | Joos de Medts              |         |
| 15 | 1714 - 1726 | Joos Buyse                 |         |
| 16 | 1726 - 1737 | Adriaan d'Hondt            |         |
| 17 | 1737 - 1750 | Pieter de Mulder           |         |
| 18 | 1750 - 1758 | J.B. van der Straeten      |         |
| 19 | 1758 - 1765 | Frans van Hauwermeiren     |         |
| 20 | 1765 - 1771 | Marten de Clercq           |         |
| 21 | 1771 - 1779 | Pieter Jozef d'Hondt       |         |
| 22 | 1779 - 1780 | Constant Alex de Wever     |         |
| 23 | 1780 - 1788 | Petrus d'Hondt             |         |
| 24 | 1788 - 1796 | Pieter Frans Verbrugghen   |         |
| 25 | 1816 - 1830 | Karel Lodewijk Verbrugghen |         |
| 26 | 1830 - 1836 | Casimir van Heddegem       |         |
| 27 | 1836 - 1855 | Karel Lodewijk Verbrugghen |         |
| 28 | 1855 - 1857 | Pieter Joseph de Canck     |         |
| 29 | 1857 - 1901 | August Verbrugghen         |         |
| 30 | 1901 - 1921 | Joseph Verbrugghen         | Liberal |
| 31 | 1921 - 1941 | Florimond de Landsheer     | Catòlic |
| 32 | 1941 - 1944 | Gaspard Muylaert           |         |
| 33 | 1944 - 1959 | Dr. Leo van Steenberge     | C.V.P   |
| 34 | 1959 - 1994 | Roger Otte                 | C.V.P   |
| 35 | 1994 -      | Dr. Lieven Latoir          | NH      |

## Galeria d'imatges

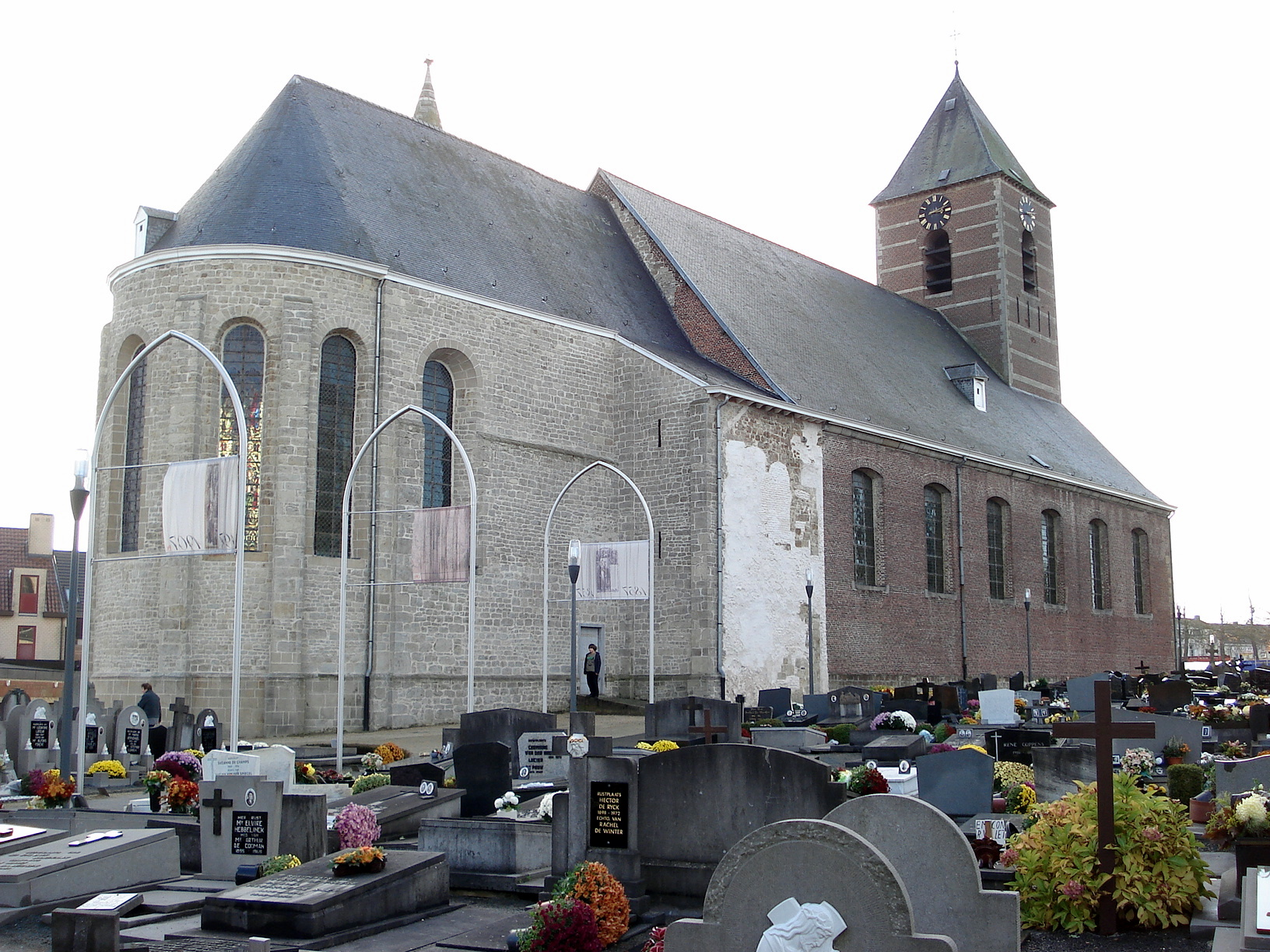
Sint-Michielskerk
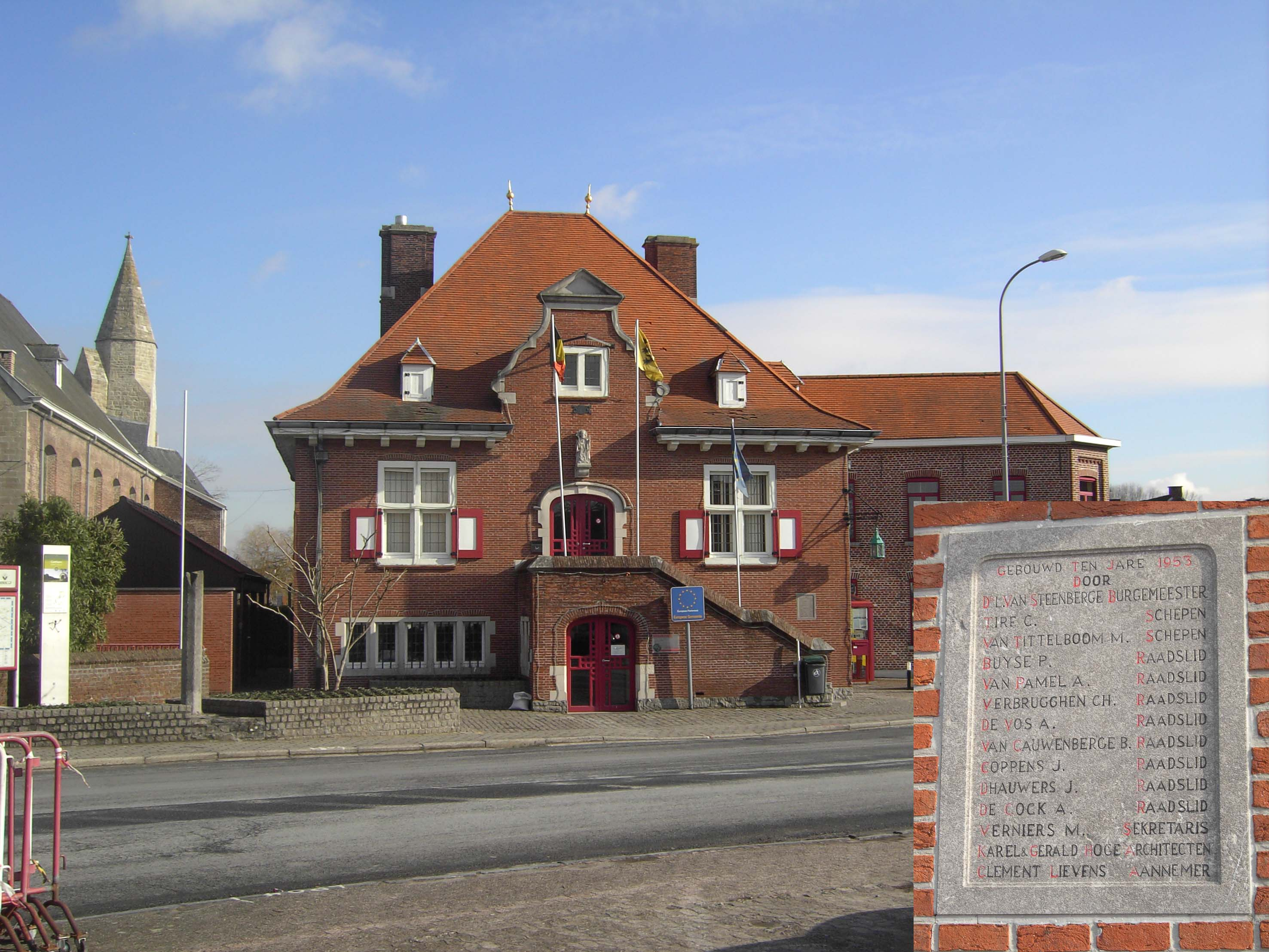
Ajuntament de Sint-Lievens-Houtem.
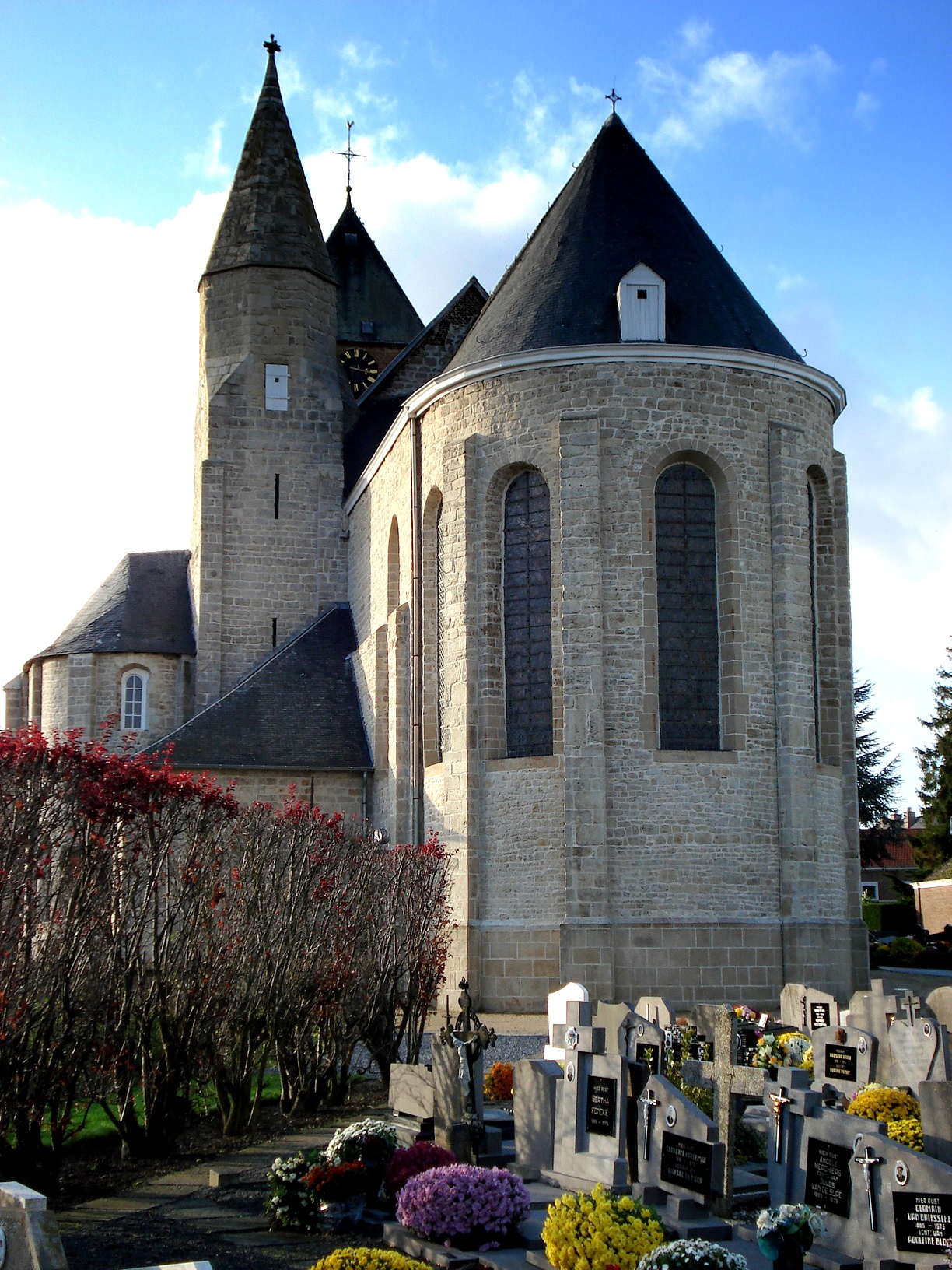
Sint-Michielskerk (s. XI-XII)
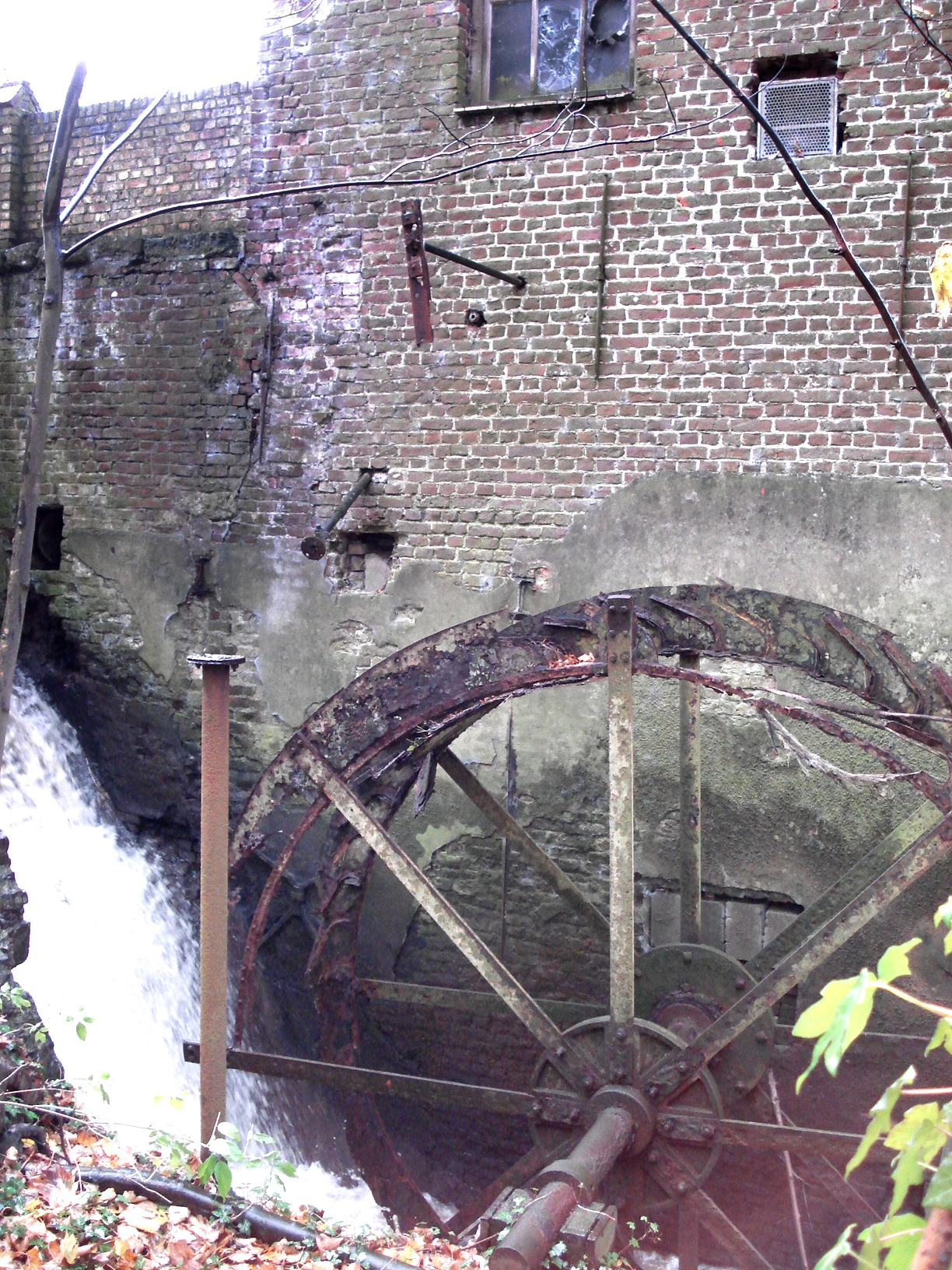
Molí d'aigua a Molenbeek (s. XIX).